# مقبس تي
مقبس تي (بالإنجليزية: Socket T) والمعروف باسم أل جي إي 775 (LGA 775) وهو مقبس من إنتاج شركة إنتل للحواسيبب المكتبية. وأل جي أي تعني Land Grid Array أي شبكة سطوح مصفوفة وهي تكنولوجيا استبدلت إبر وحدة المعالجة بسطوح نحاسية مطلية بالذهب وضعت الإبر على المقبس. وهذه الخطوة أمنت توزيع للطاقة الكهربائية أفضل على الوصلات الكهربائية لتساعدة للوصول إلى 400 هرتز نقل رباعي 1600 MT/s الذي لا تأمنه تكنولوجيا شبكة إبر مصفوفة. ومن حسناتها أيضا أن الإبر أصبحت على لوحة الأم مما يعني أن خطر تني الإبر هو للوحة الأم وليست لوحد المعالجة التي تكون عادة أغلى من لوحة الأم. وبالإضافة إلى أن هذه الإبر مصنعة لتعمل كزنبرك لتحميها من التني. وتضغط وحد المعالجة المركزية على المقبس عن طريق صفيحة معدنية تجلس فوق المقبس وتضغط عن طريق مقبض للتأكد من تواصل جميع الإبر مع جميع السطوح. والصفيحة المعدنية تغطي فقط أطراف وحدة المعالجة لكي يتمكن المبرد أن يمس وحدة المعالجة المركزية.
وقد تم إطلاق هذا المقبس قبل عام من مقبس دجي المعروف باسم أل جي أي 771 (LGA771) وبذلك يعرف أن التكنولوجيا المستخدمة في مقبس دجي هي آتية من تكنولوجيا مقبس تي. واختلافهما هو إزالة أربعة إبر من مقبس تي ومبادلة إبرتين من إبر العناوين. وبذلك تصبح وحدات المعالجة المستخدمة لمقبس تي غير صالحة للاستخدام في مقبس دجي والعكس صحيح.